# Менці
Менці (англ. Manx people) — населення острова Мен, етнічна кельтська народність.